# イラン航空277便墜落事故
イラン航空277便墜落事故（いらんこうくう227びんついらくじこ）は国内旅客定期便であった同便が2011年1月9日に悪天候下のイラン・西アーザルバーイジャーン州のオルーミーイェ空港に最終進入態勢に入ったのち着陸復行した際に墜落した事故である。事故機はイラン航空のボーイング727-286Adv型機で機体記号EP-IRPである。277便はテヘランのメヘラーバード国際空港からオルーミーイェに向かう便であった。

## 事故機
事故機は1974年建造のボーイング727型機で機体記号はEP-IRPである。同機は1984年から90年にかけてバグダードに抑留され、その後91年から2002年までは留置・保管されるなど長らく運用から離れていたが、のちオーバーホールされ運用に復帰した。

## 事故
277便はテヘランを発ちオルーミーイェ空港への着陸降下最終進入時に、オルーミーイェ湖近くに墜落した。発生時刻は現地時間19時45分（協定世界時16時15分）で、報道によれば事故原因は悪天候によるものである。事故機は着陸を試みたが失敗し、着陸復行の際、あるいはテヘランへの引き返しの途上で墜落したものである。事故当時の天候は雪であり、低視程であった。機体は衝撃により複数に分解したが、火災や爆発は発生していない。事故発生当初、事故機の型式についてはフォッカー100あるいはボーイング727であるとするなどの報道があったが、のちにボーイング727と確認された。 
当初報ぜられた搭乗者数は不明瞭なものであった。RIAノーボスチは95人と報じる一方、ロイターは156人、AP通信は105人としている。のちに、総数105人または106人、乗員10人ないし12人、乗客94人または95人と推定されている。イラン民間航空機関は事故翌日、搭乗者名簿によれば乗客93人乗員12人が搭乗していたと発表した。

## 犠牲者
少なくとも77人が死亡し、26人が負傷した。救出作業は大雪のために難航した。地元当局者は「救出作業にあたっての当面の問題は大雪である」と述べ、事故現場の積雪は70センチメートルに及ぶと発言している。事故への対応にあたっては36台の救急車と11の病院が使われた。

## 搭乗者

### 搭乗者の国籍
| 国籍   | 死者 | 死者 | 合計 |
| 国籍   | 乗客 | 乗員 | 合計 |
| ------ | ---- | ---- | ---- |
| イラク | 4    | 5    | 9    |
| イラン | 63   | 10   | 73   |
| 総計   | 総計 | 総計 | 77   |

## 調査
イラン政府は事故調査を命令した。現地の捜索班は事故の翌日にコックピット・ボイス・レコーダーならびにフライト・データ・レコーダーの双方を発見した。イラン交通省は機体構造、エンジン諸元記録、パイロットの操作など複数の分野の専門家らからなる専門調査委員会によって調査されると発表した。調査活動はイラン民間航空機関に監督される。コックピット・ボイス・レコーダーとフライト・データ・レコーダーは調査のためテヘランに送られた。
2017年、CAO.IRIは最終的な事故報告書を発行した。その分析から、高度7,000フィート（2,100 m）からウルミア空港の滑走路21への最終アプローチを開始した後、ウルミア空港は標高4,300フィート（1,300 m）にあり、機体は5,900フィート（1,800 m）まで下降し、滑走路を視認することができなかったため、乗組員は着陸復航を行った。8,800フィート（2,700 m）に上昇して、再び進入が開始された。
事故調査員は、機体が深刻な着氷に見舞われ、それが気流の乱れとエンジン推力の低下を引き起こしたと考えた。機体は降下を開始し、瞬間的にバンク角41°に達する旋回に入ったため、失速警報装置が作動した。推力を全開にしたにもかかわらず、第1エンジンと第3エンジンが停止した。2,000メートル（7,000フィート）まで降下すると、航空機関士が両方のエンジンが停止したと発言した。パイロットがエンジンを再始動しようと試みたが失敗した。墜落の瞬間には、フラップが収縮され、対気速度が次第に低下しており、4,400フィート（1,300 m）、地形からわずか100フィート上空で、航空機は112ノット（207 km / h; 129 mph）でバンク角右21°で飛行していた。最後に記録された対気速度値は69ノット（128 km / h; 79 mph）だった。
事故報告書は、主な原因を厳しい着氷状態と乗務員によるパイロットエラーであると結論付けた。旧式のオンボードシステム、悪天候に適したシミュレーターの欠如、標準的な操作手順に従わなかったこと、およびCRMの欠如が要因であると挙げられた。